# Архиепархия Кагаян-де-Оро
Архиепархия Кагаян-де-Оро (лат. Archidioecesis Cagayana) — архиепархия Римско-Католической церкви с центром в городе Кагаян-де-Оро, Филиппины. В митрополию Кагаян-де-Оро входят епархии Бутуана, Малайбалая, Суригао, Тандага. Кафедральным собором архиепархии Кагаян-де-Оро является церковь святого Августина.

## История
20 января 1933 года Римский папа Пий XI выпустил буллу Ad maius religionis, которой учредил епархию Кагаян-де-Оро, выделив её из епархии Замбоанга (сегодня — Архиепархия Замбоянга). В этот же день епархия Кагоян-де-Оро вошла в митрополию Себу.
3 июня 1939 года и 27 января 1951 года епархия Кагаян-де-Оро передала часть своей территории для возведения новой епархии Суригао и территориальной прелатуре Осамиса (сегодня — Архиепархия Осамиса).
29 июня 1951 года Римский папа Пий XII издал буллу Quo in Philippina, которой возвёл епархию Кагаян-де-Оро в ранг архиепархии.
25 апреля 1969 года архиепархия Кагаян-де-Оро передала часть своей территории для возведения новой территориальной прелатуры Малайбалая (сегодня — Епархия Малайбалая).

## Ординарии архиепархии
- архиепископ James Thomas Gibbons Hayes (16.03.1933 — 13.10.1970);
- архиепископ Patrick H. Cronin (13.10.1970 — 5.01.1988);
- архиепископ Jesus B. Tuquib (5.01.1988 — 4.03.2006);
- архиепископ Antonio Javellana Ledesma (4.03.2006 — по настоящее время).

## Источник
- Annuario Pontificio, Ватикан, 2007
- Булла Ad maius religionis Архивная копия от 3 марта 2013 на Wayback Machine, AAS 25 (1933), стр. 360  (лат.)
- Булла Quo in Philippina Архивная копия от 3 февраля 2020 на Wayback Machine, AAS 44 (1952), стр. 163  (лат.)